# Hu Qili
Hu Qili (en chinois : 胡启立) né en octobre 1929 à Yulin est un homme politique chinois.
Il a rejoint le Parti communiste chinois en 1948 et a étudié à l'Université de Pékin de 1946 à 1951, puis est devenu le président d'une fédération officielle d'étudiants. C'est un proche de Hu Yaobang, il fait sa carrière dans la ligue de la jeunesse. Pendant la revolution culturelle, il est envoyé dans une province chinoise pauvre. Puis gravissant progressivement les échelons, il finit par devenir membre du Comité permanent du bureau politique en 1987. Dans le contexte des manifestations de la place Tian'anmen, Hu Qili est le seul membre du comité permanent avec Zhao Ziyang à s'opposer à l'imposition de la loi martiale.  Il est désigné maire de Tianjin de 1980 à 1982,.
En 1991 il reprend sa carrière en étant nommé vice-ministre de l'industrie électrique.
Il est considéré comme un proche de Zhao Ziyang avec lequel il partageait ses visions concernant la réforme politique lors des manifestations de la place Tian'anmen.